# Kurukshetra (città)
Kurukshetra è una città dell'India, capoluogo del distretto di Kurukshetra, nello stato federato dell'Haryana. Nel 2001 è stata censita come parte della città di Thanesar.

## Geografia fisica
La città è situata a 29° 58' 20 N e 76° 49' 36 E e ha un'altitudine di circa 230 m s.l.m., la stessa di Thanesar.

## Società

### Evoluzione demografica
Kurukshetra è una città moderna il cui progetto iniziale, pubblicato il 19 luglio 1983, prevedeva l'insediamento entro il 2001 di 100.000 persone su un'area di 4.300 ettari divisi in 36 settori (commerciali, residenziali, industriali e di altre attività). Dopo il 2001 sono state riviste le previsioni sul popolamento e adesso si stima per la città una futura popolazione di 275.000 abitanti entro il 2021.

## Mitologia
La città figura in modo preminente nella mitologia induista. È infatti il luogo dove si svolge la guerra di Kurukshetra, che costituisce l'episodio centrale del poema epico Mahabharata.